# Zásnubní prsten

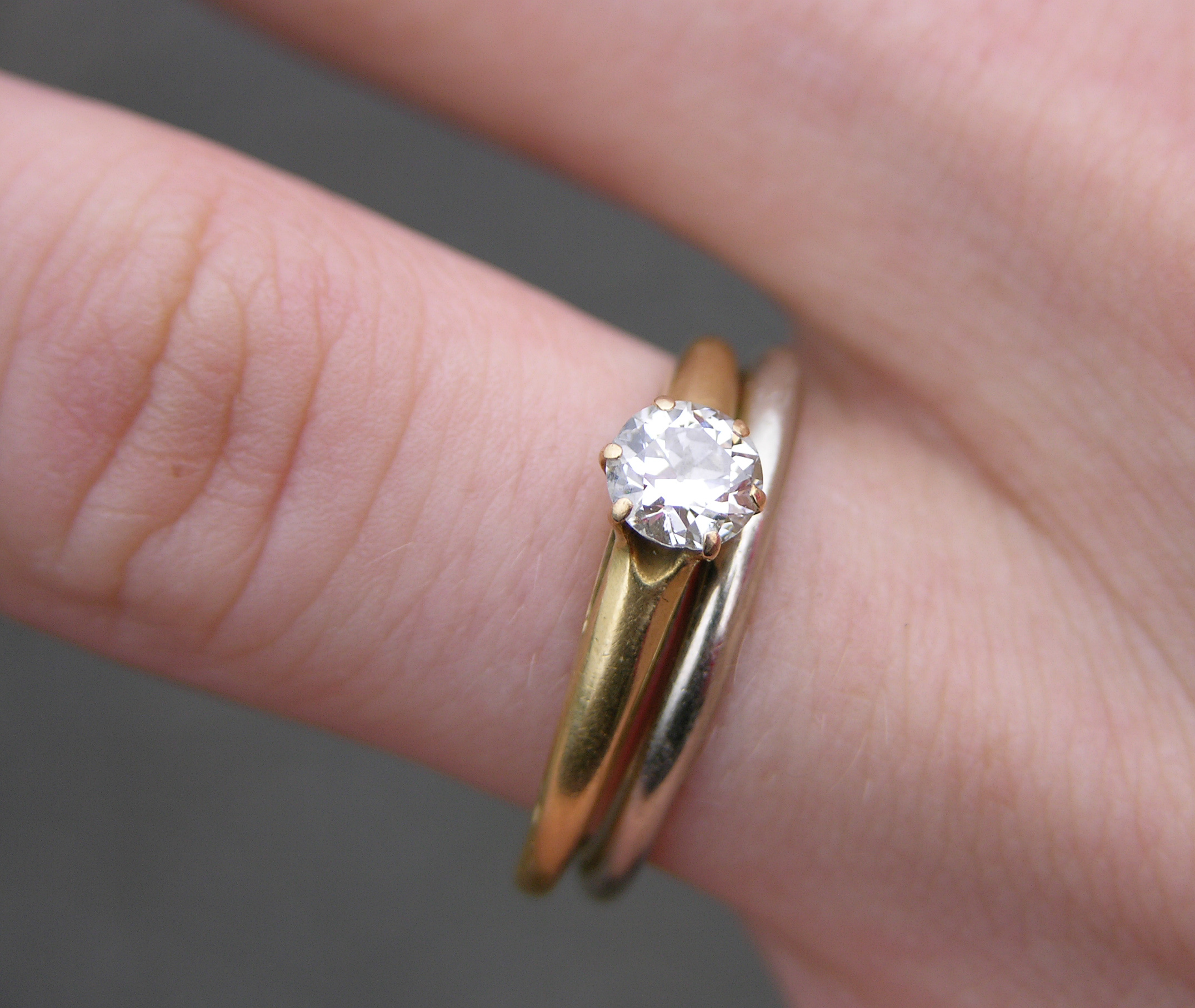
Snubní prsten z bílého zlata a pozlacený zásnubní prsten s diamantem

Zásnubní prsten má dát všem na vědomí, že osoba, která jej nosí, je zasnoubena a bude se vdávat. Zpravidla ho nosí ženy na prsteníčku levé ruky od zásnub až do svatby. Tento prsten daruje muž ženě při žádosti o ruku a reprezentuje formální dohodu o budoucí svatbě.Zásnubním prstenem žena ukazuje, že je oficiálně zadaná a zasnoubená.

## Charakteristika
V západních kulturách nosí zásnubní prsten zpravidla ženy. Prsten je obvykle ze zlata a je ozdobený diamantem nebo jiným kamenem. V některých kulturách nosí muž a žena stejný zásnubní prsten a v dalších kulturách jsou zásnubní prsteny používány také jako svatební prsteny.
Zásnubní prsten obvykle předává muž jako dárek ve chvíli, když žádá ženu o ruku. Tím dává najevo svůj zájem o budoucí sňatek. Zásnubní prsten se nejčastěji nosí na prsteníčku levé ruky, je-li ale darován v nevhodné velikosti, dá se nosit i na jiném. Některé páry si kupují „před zásnubní prsten“, který lze nazvat „prstenem slibu“. Po svatbě se tento prsten nosí současně se snubním.

## Historie
Až do 16. století nebyl zásnubní a snubní prsten odlišený. Používal se jen jeden. První prsteny se objevily již ve starověkém Egyptě kolem roku 3000 před n. l. Kruh bez začátku a konce byl pro Egypťany symbolem věčnosti. Místo zlata se však jako materiál používalo rákosí spletené do kroužků. Prsten se nosil na prsteníčku proto, že do prsteníčku měla vést žíla přímo ze srdce, symbolu lásky.
V antice bylo nošení prstenu spojováno s mýtem o Prométheovi, ve němž prsten, tj. kroužek, představuje sílu lásky k lidem a kámen v prstenu nezdolnost. Současný zvyk je nejpravděpodobněji odvozena z římské tradice, neboť Židé, Řekové ani Germáni tento symbol budoucího manželství neznali. Právě ve starém Římě muži posílali železný prstýnek svým vyvoleným. Sloužil jako poznávací znamení, symbol věrné lásky i způsob, kterým označovaly opuštěné ženy otce svých dětí. V některých případech byl prsten chápán i jako symbol mužské převahy nad ženou.
Také z této doby pochází důvod, proč se nosí prsten na prsteníčku. Přišel s ním římský soudce a spisovatel Aulus Gellius, který žil ve 2. století v Římě. Domníval se, že čtvrtý prst levé ruky je spojený tenkým nervem se srdcem. Jestliže pak na tento prst prstenem zatlačíme, láska snoubenky bude jistá.
Až v době křesťanství se ve světě prosadilo jako materiál prstenu zlato. To je v této nauce nadřazené všem ostatním kovům a představuje manželskou lásku.
Rozdíl mezi snubním a zásnubním prstenem se objevil až v roce 1563 po Tridentském koncilu. Tehdy ztratily zásnuby svůj význam a zásnubní prstýnek se stal nepovinný. Prsten se začal předávat až během svatebního obřadu a dostávala ho pouze žena. Muži v tehdejší Evropě prsten zpravidla ještě nenosili. Ke změně došlo až v následujícím století, kdy poprvé dochází k vzájemné výměně prstenů v kostele při obřadu. Rozšíření tohoto zvyku však ještě nějakou dobu trvá.
Na levé ruce se prsten začal nosit až mezi 16. a 17. století. Předtím byla vnímána jako významnější pravá ruka. Jenže kvůli běžným činnostem, při kterých na ní prsten překážel, se od ní upouštělo. Levá ruka také prsten odlišovala od toho, který na pravé nosili biskupové na znamení cudnosti.
Prsteníčkem prst pojmenoval až křesťanský encyklopedista Isidor ze Sevilly, který žil na přelomu 6. a 7. století. Také on se domníval, že je tento prst spojený žilkou přímo se srdcem, a proto by na něm prsten měl být. Dal mu tedy název prsteníček.

## Kde nosit zásnubní prsten?
Zásnubní prsten nosí ženy od zásnub do svatby zpravidla na prsteníčku levé ruky. Levá ruka je blíže k srdci a nošení prstýnku na ní má tedy symbolizovat lásku k partnerovi. Traduje se, že právě levým prsteníčkem prochází tzv. vena amoris, neboli žíla lásky, která přes levý prsteníček vede až do srdce. Zásnubní prstýnek ale můžete nosit i na pravé ruce, zkrátka tam, kde je vám to příjemné nebo kde si myslíte, že váš prstýnek nejlépe vynikne.

### Kde nosit zásnubní prstýnek po svatbě
Po svatbě si lze vybrat ze tří možností, kde svůj zásnubní prstýnek nosit:
- na prsteníčku levé ruky - umístěný nad snubním prstýnkem
- na jiném prstu levé ruky, nejčastěji na prostředníčku
- na jiném prstu pravé ruky, nejčastěji na prsteníčku nebo prostředníčku

## Zjištění velikosti zásnubního prstenu
Nejlehčí způsob měření velikosti prstenu je s pomocí již nošeného prstenu. U něj stačí změřit vnitřní průměr. Měřený prstýnek by však měl být ze správného prstu, tedy z prsteníčku na levé ruce. Profesionálně prstýnek přeměří i v každém klenotnictví.
Prstýnek se dá přeměřit také překreslením vnitřní strany tužkou na papír nebo svinutým proužkem papíru, na který se vyznačí místo, kde se jeho konce setkávají. Velikost prstenu pak zájemce zjistí změřením vzdálenosti od jednoho konce k označenému místu.
K měření lze použít mimo jiné i provázek a pravítko. Provázek se omotá kolem patřičného prstu a naměřená délka se poté změří. Další možností jsou také měřící kroužky na prsteny. V případě nejistoty se doporučuje vždy raději vybrat prstýnek větší. Zmenšení je mnohem jednodušší než zvětšení.